# Francisco de Asís Aguilera Aranda
Francisco de Asís Aguilera Aranda (Granada, 14 de julio de 1964) es un diplomático español. Fue Embajador de España en Indonesia (2021-2025) y en la República Democrática de Timor Oriental (2022-2025).

## Carrera diplomática
Tras estudiar Derecho en la Universidad de Granada (1983-1988), continuó su formación en la Escuela Diplomática. 
En los Juegos Olímpicos de Barcelona 1992, fue Jefe de Protocolo del Ministerio de Asuntos Exteriores. Continuó su carrera diplomática en la embajada de España en Riad (Arabia Saudí, 1992-1994). Y posteriormente: Director del Departamento de Relaciones Económicas para Áfríca y Medio Oriente (1994-1996); Embajada de España en Amán (Jordania, 1996-1999), en Kuala Lumpur (Malasia, 1999-2003); en Yakarta (Indonesia, 2003-2005). 
Tras permanecer dos años en la Cancillería en Madrid (2005-2007), fue nombrado Cónsul General en Monterrey (México), 2007-2011) y después en Düsseldorf (Alemania, 2011-2016). De regreso a Madrid, fue Subdirector General de Relaciones Económicas Internacionales (2017-2021).
Fue Embajador de España en Yakarta (Indonesia) (2022-2025), asumiendo las relaciones diplomáticas de España con la Asociación de Naciones de Asia Sudoriental (ASEAN) y embajador de España en la República Democrática de Timor Oriental (julio 2022-2025). El 15 de julio de 2022, Aranda entregó su acreditación como embajador de España en Timor Oriental al presidente José Ramos-Horta.
En enero de 2025 fue ascendido a la categoría de Ministro Plenipotenciario de segunda clase.